# Portals Nous

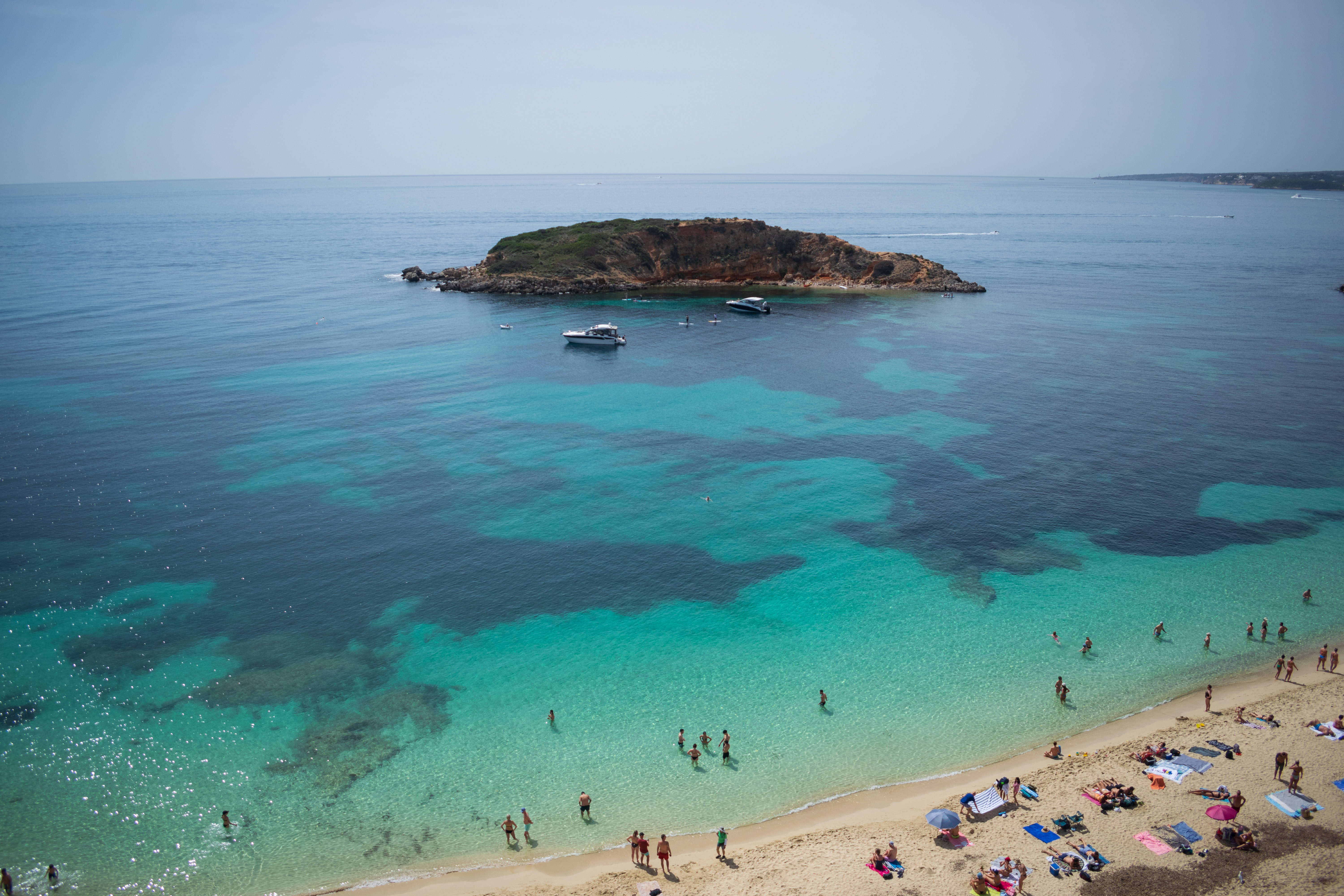
Vista desde el Oratorio de la Virgen de Portals.

Portals Nous (o Portales Nuevos) es una localidad española perteneciente al municipio de Calviá, en Mallorca, la mayor de las Baleares. Posee un puerto deportivo de renombre, llamado Puerto Portals, hoteles, comercios, tabernas, tres playas y apartamentos. En la localidad se encuentra también uno de los delfinarios de la franquicia Marineland, donde entre otras variedades, se hacen espectáculos con delfines y focas. Se caracteriza por ser lugar sosegado, con una amplia cala en la cual se encuentra la isla d'en Sales.

## Historia
Hasta el año 1866 se conocía como Els Terrers de S'Hostalet, predio que dependía, antiguamente, del de Bendinat. En dicho año se inauguró el oratorio, en terrenos cedidos por el Marqués de la Romana, con el traslado desde las cuevas de Portals Vells, de la Virgen del mismo nombre. En la parte superior, en un terreno de 22000m² que llega al mar, se encuentra la iglesia que contiene la imagen de la Virgen de Portals, que da nombre a la población. Dicha iglesia parroquial se conoce vulgarmente como el "Oratorio de Portals" o la "Ermita de Portals".
Hasta el comienzo de la Guerra civil, las familias de clase media de Palma construyeron sus segundas residencias en la zona.
Su puerto deportivo, Puerto Portals, es uno de los centros de reunión del turismo de élite de la isla, agrupando a la realeza, la jet set, artistas y financieros.

## Fiestas
Las fiestas se celebran del 12 al 15 de agosto.